# Zakrzewek (powiat sępoleński)
Zakrzewek – wieś w Polsce położona w województwie kujawsko-pomorskim, w powiecie sępoleńskim, w gminie Więcbork. Pierwszy znany dokument mówiący o Zakrzewku pochodzi z roku 1453. We wsi istnieje szkoła podstawowa.
W latach 1975–1998 miejscowość należała administracyjnie do województwa bydgoskiego. Według Narodowego Spisu Powszechnego (III 2011 r.) liczyła 248 mieszkańców. Jest dziewiątą co do wielkości miejscowością gminy Więcbork.